# Alma Birk
Pour les articles homonymes, voir Birk.
Alma Lillian Birk, baronne Birk (née Wilson; 22 septembre 1917 - 29 décembre 1996) est une journaliste britannique, une femme politique du parti travailliste et ministre du gouvernement.

## Carrière
Alma Lillian Wilson est née le 22 septembre 1917 à Brighton, fille de Barnett Wilson, qui dirige une «entreprise de cartes de vœux prospère», et Alice Wilson. Elle fait ses études à la South Hampstead High School avant d'étudier l'économie à la London School of Economics.
Après avoir obtenu son diplôme, elle milite au Parti travailliste. Elle se présente sans succès aux élections au conseil municipal de Salisbury comme candidate travailliste avant d'être élue au conseil municipal de Finchley, où elle est chef du groupe travailliste de 1950 à 1953. Elle se présente sans succès en tant que candidate travailliste pour devenir députée à trois reprises: pour Ruislip-Northwood aux élections générales de 1950 et pour Portsmouth West aux élections générales de 1951 et 1955.
Dans les années 1960, elle devient rédactrice adjointe de Nova.  Pendant cette période, Birk siège également en tant que magistrat dans un tribunal d'instance ordinaire et dans un tribunal matrimonial, devenant juge de paix en 1952. Elle est présidente du Redbridge Jewish Youth Centre entre 1970 et 1996 et membre de la direction du Conseil des chrétiens et des juifs entre 1971 et 1977. Elle est présidente de l'Association of Art Institutions de 1984 à 1996 et présidente de la Craft Arts Design Association de 1984 à 1990.  Elle est nommée membre de la Royal Society of Arts en 1980.
Birk est créée pair à vie en tant que baronne Birk de Regent's Park dans le Grand Londres le 15 septembre 1967. En 1969, elle est nommée présidente du Health Education Council. Elle est Lord-in-waiting entre mars et octobre 1974. De 1974 à 1979, elle est sous-secrétaire d'État parlementaire au ministère de l'Environnement, puis ministre d'État au Bureau du Conseil privé en 1979. Dans l'opposition, elle est porte-parole à la Chambre des Lords sur l'environnement entre 1979 et 1986, et sur les arts, les bibliothèques, le patrimoine et la radiodiffusion entre 1986 et 1993 .
Elle est membre de la Fabian Society et de la Howard League for Penal Reform.
Elle épouse Ellis Birk, avocat et directeur du Daily Mirror Group, le 24 décembre 1939. Le couple a deux enfants. Leur petite-fille, Rebecca Birk, est rabbin de la synagogue de Finchley.